# 大塚雄司
大塚 雄司（おおつか ゆうじ、1929年4月6日 - 2010年1月10日）は、日本の政治家。建設大臣（第56代）、衆議院議員（6期）。

## 来歴・人物
東京府赤坂区生まれ。港区立青南小学校、東京府立第一中学校、1954年慶應義塾大学経済学部卒業。
1969年、東京都議会議員選挙に出馬し、初当選。1973年に2期目の当選を果たしたが、任期途中の1976年に辞職。同年の第34回衆議院議員総選挙に旧東京都第1区から自由民主党公認で出馬し、当選。
なお旧東京1区は定数が3議席になった第31回衆議院議員総選挙以降3度、自民が1、非自民（革新系）が2議席を獲得する構図が続いていたが、大塚が初めて衆院議員に当選したこの選挙では、保守系無所属の麻生良方、自民党新人の与謝野馨、大塚の保守系候補が3議席を独占し、日本社会党所属の前職加藤清政が落選の憂き目を見た。衆院議員を6期務め、1990年には第2次海部改造内閣で建設大臣に任命され、初入閣を果たした。
1993年の第40回衆議院議員総選挙では新党ブームの煽りを受け、次点で落選。落選後も自民党に留まっていたが、1994年12月に自民党を離党し、新進党結党に参加する意向を表明した。新進党参加の記者会見は新党みらいの党本部で行ったが、新党みらいの代表は1976年当選同期で、同じ清和政策研究会に所属していた鹿野道彦であった。1996年の第41回衆議院議員総選挙には、新進党公認で比例東京ブロックから出馬したが落選し、政界を引退した。
2010年1月10日、心不全のため東京都内の病院で死去、80歳。死没日をもって旭日大綬章追贈、従三位に叙される。

## 親族
- 父 - 大塚憲 元港区議会議員・港区議会議長
- 次男 - 大塚隆朗 元東京都議会議員